# Campionati europei di bob 1985
I Campionati europei di bob 1985, diciannovesima edizione della manifestazione organizzata dalla Federazione Internazionale di Bob e Skeleton, si sono disputati dal 16 al 24 febbraio 1985 a Sankt Moritz, in Svizzera, sulla pista Olympia Bobrun St. Moritz–Celerina, il tracciato naturale sul quale si svolsero le competizioni del bob e dello skeleton ai Giochi di Sankt Moritz 1928 e di Sankt Moritz 1948 e le rassegne continentali del 1968, del 1972, del 1976 e del 1980. La località elvetica ha quindi ospitato le competizioni europee per la quinta volta nel bob a due uomini e nel bob a quattro.

## Risultati

### Bob a due uomini
La gara si è svolta il 16 e il 17 febbraio 1985 nell'arco di quattro manches.
| Pos. | Atleti                               | Nazione            | Tempo   | Distacco |
| ---- | ------------------------------------ | ------------------ | ------- | -------- |
|      | Zintis Ėkmanis Vladimir Aleksandrov  | Unione Sovietica-1 | 4:30.53 |          |
|      | Wolfgang Hoppe Dietmar Schauerhammer | Germania Est-1     | 4:30.66 | +0.13    |
|      | Hans Hiltebrand Meinhard Müller      | Svizzera-1         | 3:40.47 | +0.93    |
| 4    | Erich Schärer André Kiser            | Svizzera-2         | 4:31.46 | +1.69    |
| 5    | Silvio Giobellina Heinz Stettler     | Svizzera-3         | 4:32.22 | +1.78    |
| 6    | Jānis Ķipurs Māris Poikāns           | Unione Sovietica-2 | 4:32.31 | +2.20    |
| 7    | Detlef Richter Steffen Grummt        | Germania Est-2     | 4:32.73 | +2.55    |
| 8    | Matthias Trübner Ingo Voge           | Germania Est-3     | 4:33.08 | +4.30    |
| ...  | ...                                  | ...                | ...     | ...      |

### Bob a quattro
La gara si è svolta il 23 e il 24 febbraio 1985 nell'arco di quattro manches.
| Pos. | Atleti                                                        | Nazione        | Tempo   | Distacco |
| ---- | ------------------------------------------------------------- | -------------- | ------- | -------- |
|      | Silvio Giobellina Heinz Stettler Urs Salzmann Rico Freiermuth | Svizzera-1     | 4:23.13 |          |
|      | Wolfgang Hoppe Roland Wetzig Ingo Voge Dietmar Schauerhammer  | Germania Est-1 | 4:23.76 | +0.63    |
|      | Hans Hiltebrand Urs Leuthold Kurt Ott Meinhard Müller         | Svizzera-2     | 4:24.04 | +0.91    |
| 4    | Alex Wolf Pasquale Gesuito Georg Beikirchner Stefano Ticci    | Italia-1       | 4:24.37 | +1.24    |
| 5    | Peter Kienast Franz Siegl Christian Mark Gerhard Redl         | Austria-1      | 4:24.54 | +1.41    |
| 6    | Detlef Richter Dietmar Jerke Matthias Legler Steffen Grummt   | Germania Est-2 | 4:24.89 | +1.76    |
| ...  | ...                                                           | ...            | ...     | ...      |
| 10   | Matthias Trübner Volker Dietrich Bodo Ferl Jörg Stalla        | Germania Est-3 | 4:26.69 | +3.56    |

## Medagliere
| Pos.   | Paese            | Oro | Argento | Bronzo | Totale |
| ------ | ---------------- | --- | ------- | ------ | ------ |
| 1      | Svizzera         | 1   | 0       | 2      | 3      |
| 2      | Unione Sovietica | 1   | 0       | 0      | 1      |
| 3      | Germania Est     | 0   | 2       | 0      | 2      |
| Totale | Totale           | 2   | 2       | 2      | 6      |